# Frank Casali
Frank Casali (* 1986) ist ein deutsch-italienischer Schauspieler.

## Leben
Frank Casali wurde in Italien geboren und wuchs in Düsseldorf auf. Er ist der Sohn von Olivia Tawiah, einer der Gründerinnen der Deutschpunkband Östro 430. Von 2014 bis 2017 absolvierte er die Kölner Schauspielschule der Keller. Seither stand er in zahlreichen Inszenierungen des Theater der Keller auf der Bühne. Mit der Regisseurin Charlotte Sprenger entstanden hier insgesamt 6 Inszenierungen, unter anderem 2018 Clockwork Orange nach Anthony Burgess sowie 2019 die Uraufführung Fusseln von Wolfram Lotz. Clockwork Orange gewann den Heidelberger Theaterpreis 2018, Fusseln wurde eingeladen zu den Autorentheatertagen 2020 ans Deutsche Theater Berlin. Mit dem freien Kölner Theaterkollektiv Futur3 entstand 2020 die Inszenierung 1934 – Stimmen, welche im NS-Dokumentationszentrum der Stadt Köln aufgeführt wurde. Diese gewann den Kurt-Hackenberg-Preis für politisches Theater 2020, den Kunstsalon-Theaterpreis 2022 und war ebenfalls im Fokus des Berliner Theatertreffens 2021. Casali stand ebenfalls am Theater Aachen, der Burghofbühne Dinslaken, dem Theater Münster sowie den Bad Hersfelder Festspielen auf der Bühne.
Neben einigen Fernsehrollen war Casali 2012 neben Jürgen Klinsmann in Werbespots für einen Automobilhersteller zu sehen. Er lebt in Köln. 2022 spielte er erstmals in einem (Frankfurter) Tatort.

## Filmografie (Auswahl)
- 2012: Ganoven (Kurzfilm)
- 2012: Ein Fall für zwei – Abgezockt
- 2015: Die Kleinen und die Bösen
- 2016: Aufbruch
- 2017: Lindenstraße – Jamal sieht rot
- 2017: SOKO Köln – Der verlorene Sohn
- 2017: Zwei im falschen Film
- 2019: Die Spezialisten – Im Namen der Opfer – Desert Storm
- 2019: Das Wichtigste im Leben – Wie man Happy Times buchstabiert
- 2021: Heldt – Das Karma kein Zufall sein
- 2021: Start the fck up – Cockpit[11]
- 2022: Tatort: Finsternis
- 2023: Sterben ist auch keine Lösung
- 2023: Rentnercops – Volle Kraft voraus[12]
- 2024: SOKO Hamburg (Fernsehserie, Folge Luiz Tod)